# Cilleruelo de Arriba
Cilleruelo de Arriba è un comune spagnolo di 46 abitanti situato nella comunità autonoma di Castiglia e León.